# Персидская ящурка
Перси́дская я́щурка (лат. Eremias persica) — вид ящериц из рода Ящурок.

## Внешний вид
Мелкая ящерица, длина её тела не превышает 8 см, вес — 11 г. Между предлобными обычно имеется маленький дополнительный щиток. Верхнехвостовые чешуйки со слабовыраженными ребрышками. Верх сероватого или песчаного цвета, вдоль спины тянутся 4 темные полоски, разбитые на отдельные мелкие пятна, а вдоль боков — по одной полосе с продольным рядом светлых округлых пятнышек. Низ белый.

## Образ жизни
Живёт в поясе нагорных степей и среди кустарников. Сравнительно редкая ящерица.

## Распространение
Встречается Афганистане, Иране, Пакистане и Туркменистане.